# منتخب الهند للكريكت للسيدات
منتخب الهند للكريكت للسيدات هو ممثل الهند الرسمي في المنافسات الدولية في الكريكت للسيدات
.